# Cernătești (Buzău)
Cernăteşti è un comune della Romania di 3 903 abitanti, ubicato nel distretto di Buzău, nella regione storica della Muntenia.
Il comune è formato dall'unione di 8 villaggi: Aldeni, Băești, Căldărușanca, Cernătești, Fulga, Manasia, Vlădeni, Zărnești.